# Райман, Бригита
Бригита Райман (также Бригитта Рейман, нем. Brigitte Reimann, 21 июля 1933, Бург — 20 февраля 1973, Берлин) — немецкая писательница, драматург, педагог.

## Биография
Бригита Райман родилась в небольшом саксонском городке Бург в семье Вильгельма и Элизабет Райман. Отец будущей писательницы, банковский служащий по образованию, работал журналистом, редактором и сотрудником типографии. В 1943 году он был призван в ряды вермахта, попал в плен и вернулся домой лишь в 1947 году.
Во время обучения в школе Бригита увлеклась литературой и активно участвовала в деятельности драмкружка, создавая небольшие пьесы. После окончания гимназии в 1951 году Райман поступила в Высшую школу театра в Веймаре, где задержалась ненадолго. Решив освоить профессию учителя, Бригитта прошла курс обучения в педагогическом институте и затем некоторое время работала преподавателем начальных классов в родном городе.
В 1953 году Райман вступила в рабочий кружок молодых авторов при Союзе писателей в Магдебурге, а в 1956 году стала членом Союза писателей ГДР.
В 1960 году Бригитта переехала в Хойерсверду, где работала на комбинате «Schwarze Pumpe» и руководила местным «кружком пишущих рабочих». В 1963 году стала членом Комиссии по делам молодежи при Центральном комитете СЕПГ. Весной 1964 года приняла участие во 2-й Биттерфельдской конференции, а летом в составе делегации Центрального комитета СЕПГ отправилась в поездку по Сибири (в 1965 году вышла книга Райман «Зеленый свет степей. Дневник путешествия по Сибири»).
В 1968 году Бригита переехала в Нойбранденбург, где продолжила работу над начатым ещё пять лет назад романом «Франциска Линкерханд». Незадолго до отъезда из Хойесверды Райман поставили диагноз рак груди, после чего последовали две операции: в 1968 и в 1971. С августа 1972 до дня своей смерти 20 февраля 1973 года писательница находилась на постоянном лечении в клинике района Бух в Берлине.
Бригита Райман была замужем четыре раза: за Гюнтером Домником (с 1953 по 1958), Зигфридом Пичманом (с 1959 по 1964), Хансом Кершеком (с 1964 по 1970) и Рудольфом Бургатцом (с 1970).

## Творчество
Бригитта Райман является одной из ярчайших представительниц литературы ГДР и немецкого соцреализма. Центральной фигурой ранних произведений автора часто является женщина, преодолевающая множество трудностей на своем пути, которые закаляют её характер. Райман также затрагивает темы последствий Второй мировой войны, ответственности за совершенные во время неё преступления, а также возрождения страны и строительства светлого социалистического будущего.
Одним из ключевых произведений в творчестве писательницы является рассказ «Прибытие в будни» (нем. Ankunft im Alltag, 1961), который дал название целому направлению литературе ГДР — Ankunftsliteratur («литература прибытия» или «литература будней»). Произведение повествует о становлении трех молодых новобранцев в пролетарском коллективе комбината в Хойесверде и, по сути, является классическим примером реализации идей биттерфельдского пути.
Неоконченный роман «Франциска Линкенханд» (нем. Franziska Linkerhand), над которым Райман работала 10 лет, был опубликован посмертно в 1974. В 1998 году вышел первоначальный, не отредактированный цензурой вариант произведения.

## Награды
- 1961 — Литературная премия Объединения свободных немецких профсоюзов (совместно с Зигфридом Пичманом за радиоспектакли «Человек стоит у двери» и «Пуд соли»)
- 1962 — Литературная премия Объединения свободных немецких профсоюзов (за рассказ «Прибытие в будни»)
- 1965 — Премия Генриха Манна (за рассказ «Братья и сестры»)